# Hilary Lindh
Hilary Kirsten Lindh, ameriška alpska smučarka, * 10. maj 1959, Juneau, Aljaska.
V treh nastopih na olimpijskih igrah je osvojila naslov olimpijske podprvakinje v smuku leta 1992. Na svetovnih prvenstvih je osvojila naslov svetovne prvakinje leta 1997 in bronasto medaljo leta 1996 v smuku. V svetovnem pokalu je tekmovala enajst sezon med letoma 1986 in 1997. Osvojila je tri zmage in še dve uvrstitvi na stopničke. V skupnem seštevku svetovnega pokala je bila najvišje na devetem mestu leta 1995, ko je bila druga v smukaškem seštevku.